# Associació de Cantants Vienesos

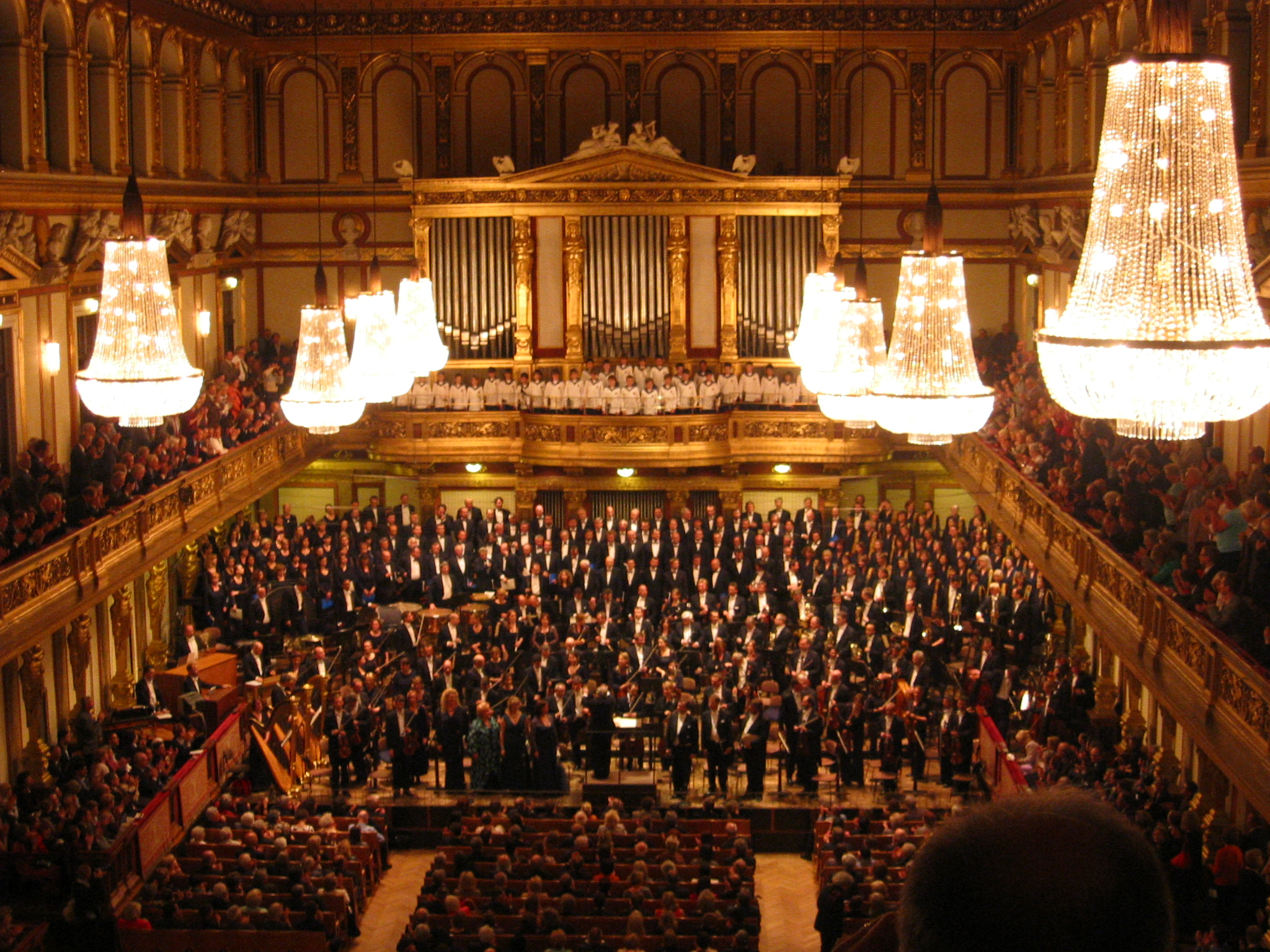
Gustav Mahler: Simfonia dels mil (2009) – Wiener Singverein – Slovenský filharmonický zbor – Wiener Sängerknaben – Staatskapelle Berlin – Pierre Boulez in Goldener Saal of the Vienna Musikverein

L'Associació de Cantants Vienesos (Wiener Singverein) és el cor concertista de la Societat d'Amics de la Música de Viena.

## Història
El 1812 es dugueren a terme, a iniciativa d'Antonio Salieri i d'un grup d'amics músics de Viena, concerts amb els oratoris de Händel a l'escola d'equitació d'hivern. Això conduí a la fundació de l'associació de música de Viena, que al seu torn fundà el 1858 el seu propi cor, que en l'actualitat disposa de 230 membres i que als seus inicis fou dirigit per Johann von Herbeck i Johannes Brahms.
Al llarg dels seus 150 anys d'història, han treballat amb incomptables directors i orquestres de renom, entre els quals Franz Schalk, Wilhelm Furtwängler, Dimitri Mitropoulos, Karl Böhm i Leonard Bernstein. En més d'una ocasió han estat escollits per a executar l'estrena d'una obra; entre les quals hi ha les obres de Franz Schubert, Brahms, Bruckner i Gustav Mahler. Des del 1947 al 1989, Herbert von Karajan va deixar la seva empremta en el perfil d'aquest cor.
Han actuat en diverses ocasions a Catalunya: el 1965 amb concerts al Palau de la Música (la novena simfonia de Beethoven) i al Teatre del Liceu (el Rèquiem de Mozart). El 1997 visitaren Madrid i València on interpretaren el Rèquiem Alemany de Brahms.
Des de 1991, el cor és dirigit per Johannes Prinz.

## CD / DVD
- Ludwig van Beethoven Symphonie Nr. 9 – Ode an die Freude (Orquestra Filharmònica de Viena – Christian Thielemann) – DVD[1]
- Johannes Brahms Ein deutsches Requiem (Cleveland Orchestra – Franz Welser-Möst)
- Antonín Dvořák Requiem (Orquestra Reial del Concertgebouw – Mariss Jansons)
- Gustav Mahler Symphonie Nr. 2 – Auferstehung (Orquestra Filharmònica de Viena – Gilbert Kaplan)
- Gustav Mahler Symphonie Nr. 2 – Auferstehung (Orquestra Filharmònica de Viena – Pierre Boulez)
- Gustav Mahler Symphonie Nr. 3 (Bayerisches Staatsorchester – Zubin Mehta)
- Gustav Mahler Symphonie Nr. 3 (Orquestra Filharmònica de Viena – Pierre Boulez)
- Otto Nicolai: Mondchor aus Die lustigen Weiber von Windsor (Sommernachtskonzert Palau de Schönbrunn 2010, Orquestra Filharmònica de Viena, F. Welser-Möst)

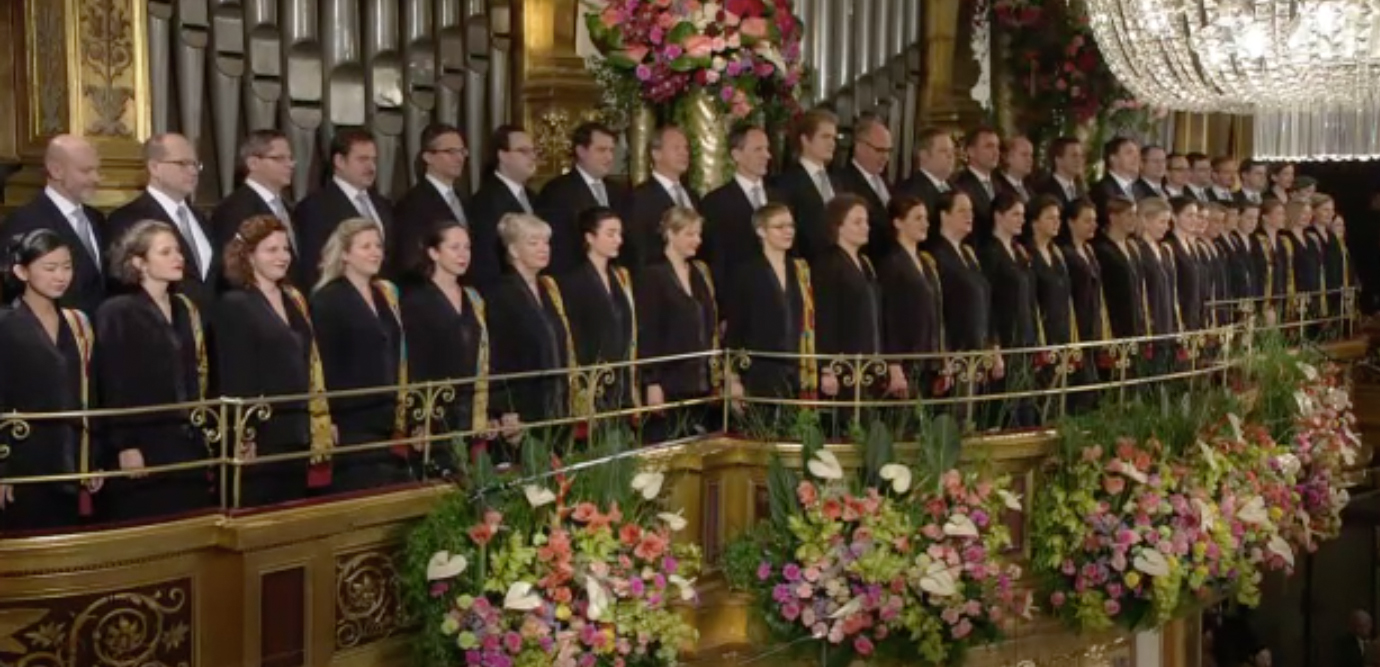
Wiener Singverein at Concert de Cap d'Any de la Filharmònica de Viena 2017

- Robert Schumann Manfred – Schauspielmusik (Tonkünstler Orchester NÖ – Bruno Weil)
- Franz Schmidt Das Buch mit sieben Siegeln (Orquestra Filharmònica de Viena – Nikolaus Harnoncourt)
- Franz Schmidt Das Buch mit sieben Siegeln (Tonkünstler Orchester NÖ – Kristjan Järvi)
- Karol Szymanowski Symphonie Nr. 3 – Lied der Nacht (Orquestra Filharmònica de Viena – Pierre Boulez)
- Richard Wagner Tristan und Isolde – Duett-Szenen (RSO Wien – Bertrand de Billy)